# 1688 Wilkens
1688 Wilkens è un asteroide della fascia principale. Scoperto nel 1951, presenta un'orbita caratterizzata da un semiasse maggiore pari a 2,6183265 UA e da un'eccentricità di 0,2399469, inclinata di 11,78418° rispetto all'eclittica.
L'asteroide è dedicato all'astronomo tedesco Alexander Wilkens (1881-1968), esperto di meccanica celeste, disciplina che ha contribuito a divulgare presso due generazioni di astronomi all'Osservatorio di La Plata, in Argentina.